# Calders
Calders – gmina w Hiszpanii, w prowincji Barcelona, w Katalonii, o powierzchni 33,03 km². W 2011 roku gmina liczyła 955 mieszkańców.